# キコ・ルーレイロ
ペドロ・エンリーケ・"キコ"・ルーレイロ（Pedro Henrique "Kiko" Loureiro, 1972年6月16日 - ）は、スラッシュメタルバンド・メガデスのギタリスト。ヘヴィ/パワーメタルバンド・アングラのギタリストとしての活動が有名。ブラジルのリオデジャネイロ州出身。
ラファエル・ビッテンコートと共にアングラの中心人物であった。日本語表記ではキコ・ルイーロと表記される事もある。

## 略歴
1991年11月にブラジルでパワーメタルバンド「アングラ」結成。その後もギタリストとして、ソロ音楽も並行して活動。
2001年から2007年にかけてイタリアにおいてデイヴ・ロジャースやサンドロ・オリーヴァとコラボレーションし、「Fevernova」、「Ring of Fire」、「The Road Is on Fire」など、ギター演奏と作曲でユーロビート制作に参加。
2015年、メガデスの新作のレコーディングに参加していることが報道され、メガデス側は正式メンバーとして加入したことを発表。アングラでの活動も継続していたが、交代もあり得るとバンド側は示唆。
2018年、「BURRN!」4月号のANGRAインタビューにて、キコはANGRAのファミリーではあるが、もうバンドメンバーではないとラファエル・ビッテンコートが話しており、正式にアングラを脱退していることが明かされる。
2023年9月5日、メガデスの公式SNSに掲載された声明文にて、父親として子供たちと過ごす時間が必要なため、翌日（9月6日）から開始する北米ツアーには参加しない意向であることを発表した。ルーレイロの代役は、ウィンターサンのギタリストであるテーム・マンテュサーリが務める。また11月19日には、ルーレイロ、デイヴ・ムステイン、マネージメントの三者で話し合いを重ねた結果、2024年以降に予定されているツアーに関しても参加しない意向であることをSNSを通じて明かした。この決定にムステインは声明内で、家族を優先することにしたルーレイロの選択を全面支持する意を表明した。ルーレイロの代役は北米ツアーと同じくマンテュサーリが務める予定。12月8日・9日には、祖国ブラジル・サンパウロにある「Sesc Avenida Paulista」にて、小規模のソロ公演を開催。同年末をもってメガデスから脱退。
2024年11月20日、アングラのフェリペ・アンドレオリ（ベース）、ブルーノ・ヴァルヴェルデ（ドラムス）が参加したソロアルバム『Theory Of Mind』を発売。

## 音楽性
- ヴァン・ヘイレン、イングヴェイ・マルムスティーン、ブラック・サバス、スティーヴ・モーズ、アラン・ホールズワース、ジョージ・リンチ、ヴィヴィアン・キャンベルなどに影響を受けた[1]。
- クラシックの楽曲や作曲家の知識も豊富であり、過去に「ヤングギター」誌上でクリニックのコーナーを持ったときにはJ.S.バッハのフーガを両手タッピングで弾く課題を出した事もある。
- 2001年ごろ、イタリアへ音楽修業に赴きデイヴ・ロジャース率いるA-BEAT Cのユーロビート作品に作曲・演奏面で参加した。

スタイル
- アングラのアルバムで聞けるようなHR/HM系のプレイも当然得意であるが、ボサノヴァやジャズなどの演奏にも長けており、幅広い順応性を持っていると言える[1]。
- ギタープレイとしてフルピッキングによる速弾きからレガートなどのテクニカルなプレイも難なくこなす。真骨頂は両手を駆使したタッピングであり、ギター・ソロなどで指板を縦横無尽に駆け巡る彼のタッピングは彼の大きなトレードマークになっているとも言える。また単にテクニカルなだけでなく、バラードの曲で伴奏としてタッピングを使用してキーボードのような音を奏でるという発想も出来るアイデアマンでもある。
- ピックの持ち方が変わっていて、テクニカル系のギタリストとしては珍しく大きめのティアドロップ型のピックを使用し、さらにその端をつまむようにして持つ。

## 使用楽器

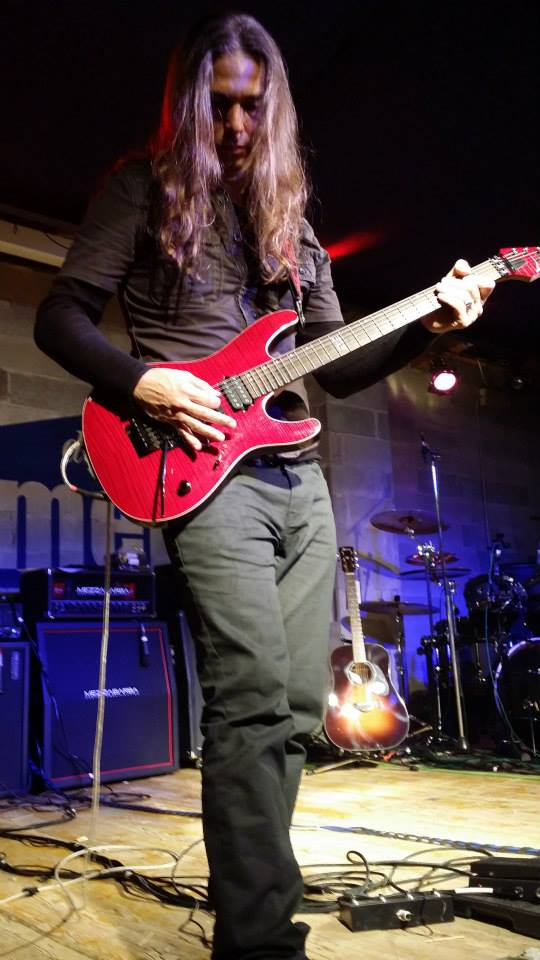
愛用のギター Ibanez『KIKO100』

- メインギターはブラジルのギターメーカーの「TAGIMA」のギターを愛用している。2005年頃からESP製のキコ・ルーレイロモデルのギターも使用するようになった。ESPとの契約は数年で終わり、一時TAGIMAに戻るが、2013年にIbanezとエンドースメント契約を締結、同社のSAシリーズをベースに開発された自身のシグネイチャーモデルが登場した。TAGIMAとESPのギターはハイポジション側のみ指板が延長された27フレットで、フロントピックアップにシングルコイルサイズのハムバッキングピックアップ、リアピックアップにハムバッキングピックアップという構成であったが、Ibanezのギターでは24フレットでフロント/リアピックアップにハムバッキングピックアップ、センターピックアップにシングルコイルピックアップという構成に改められている。ハムバッキングピックアップのコイルを片側のみキャンセルするコイルタップスイッチによって、より多彩な音色が得られるようになっている。またいずれのギターも高音部の指板がスキャロップド指板になっている。

- 使用アンプはレイニー、ブルネッティ。ライブ時の使用機材はワウ、ブースター、ディレイ程度と少ないのが特徴。

- ギターケーブルはブラジルのSanto Angelo(サント・アンジェロ)社より自身初のモデルが発売されている。抵抗が小さい18金メッキのコネクターを採用し良い信号伝達を実現するため銀ろうで接続している等の特長がある。1本1本シリアルナンバーが付けられておりプラグにはサイン付というプレミアムアイテムである。

## ディスコグラフィ

### ソロ
- ノー・グラヴィティ No Gravity (2005)
- ウニヴェルソ・インヴェルソ～キコ・ルーレイロのブラジリアン・ジャズ・グループ的観点の紹介 Universo Inverso (2006)
- フルブラスト Fullblast (2009)
- サウンズ・オブ・イノセンス Sounds of Innocence (2012)
- オープン・ソース Open Source (2020)
- セオリー・オブ・マインド Theory Of Mind (2024)[9][10]

### セッション参加作品
- Tribuzy

Execution (2005)
Execution – Live Reunion (2007)
- 藤岡幹大 of TRICK BOX

TRICK DISC (2007)
- ターヤ・トゥルネン

My Winter Storm (2007)
The Seer (EP) (2008)
- Neural Code

Neural Code (2009)
- Paco Ventura Black Moon

Arabestia (2015)